# كين فيلاسكيز
كين راميريز فيلاسكيز (بالإسبانية: Cain Ramírez Velásquez؛ 28 يوليو 1982) هو مصارع محترف أمريكي ومُقاتل فنون قتالية مختلطة مُعتزل، يظهر حاليًا في لوتشا ليبري تربل إيه ورلد وايد. وهو معروف على نطاق واسع بمسيرته في يو إف سي، حيث نافس في فئة الوزن الثقيل وأصبح بطل يو إف سي للوزن الثقيل مرتين.
في عام 2019، اعتزل فيلاسكيز من فنون القتال المختلطة. في نفس العام، شرع فيلاسكيز في مهنة المصارعة المحترفة، حيث عمل أولاً لصالح اتحاد المصارعة الحرة المكسيكي لوتشا لايبريه قبل الانتقال إلى اتحاد المصارعة الحرة الأمريكي دبليو دبليو إي. في أبريل 2020، تم تسريحه من عقده مع دبليو دبليو إي بسبب تخفيضات الميزانية الناتجة عن جائحة فيروس كورونا.
في مارس 2022، وجهت إليه تهمة محاولة القتل وتهم أخرى بالاعتداء بالسلاح الناري بعد انخراطه في مطاردة سيارة وإطلاق النار على رجل يُزعم أنه اعتدى على ابن فيلاسكيز البالغ من العمر 4 سنوات، وأخطأ الرجل وضرب والد الرجل بدلاً من ذلك.

## نشأته والتعليم
وُلِد كاين فيلاسكيز في ساليناس، كاليفورنيا، لأبوين هما إفراين وإيزابيل فيلاسكيز. انتقل إفراين إلى الولايات المتحدة من سونورا، المكسيك كمهاجر غير شرعي، حيث التقى بإيزابيل المولودة في أمريكا. بدأت علاقة بينهما ثم تزوجا لاحقًا، مما سمح لإفراين بالحصول على الجنسية الأمريكية.

## حياته الشخصية
يتحدث فيلاسكيز الإنجليزية والإسبانية. وقد ظهر ضيفًا على شبكات التلفزيون الناطقة بالإسبانية تيليموندو ويونيفزيون، بالإضافة إلى قناة تيليفيزا ديبورتيس المكسيكية. بالإضافة إلى ظهوره على التلفزيون الناطق بالإسبانية، فقد ظهر أيضًا ضيفًا مميزًا في برنامج لوبيز تونايت على قناة تي بي إس في وقت متأخر من الليل. يُعرف فيلاسكيز بظهور وشم بارز «براون برايد» على صدره العلوي. ويقول إن هذا الوشم هو تكريم لتراثه المكسيكي.
لدى فيلاسكيز وزوجته ميشيل ابنة ولدت في عام 2009 وابن ولد في عام 2018. تزوج الزوجان في 28 مايو 2011.

## نزالات الدفع مقابل المشاهدة
| #  | الحدث        | القتال                   | التاريخ        | المكان                     | المدينة                               | المبلغ    |
| -- | ------------ | ------------------------ | -------------- | -------------------------- | ------------------------------------- | --------- |
| 1. | يو إف سي 110 | نوغيرا ضد فيلاسكيز       | 21 فبراير 2010 | أيسر أرينا                 | سيدني، أستراليا                       | 215،000   |
| 2. | يو إف سي 121 | ليسنر ضد فيلاسكيز        | 23 أكتوبر 2010 | هوندا سنتر                 | آناهايم، كاليفورنيا، الولايات المتحدة | 1،050،000 |
| 3. | يو إف سي 155 | دوس سانتوس ضد فيلاسكيز 2 | 29 ديسمبر 2012 | إم جي إم جراند جاردن أرينا | لاس فيغاس، نيفادا، الولايات المتحدة   | 590،000   |
| 4. | يو إف سي 160 | فيلاسكيز ضد بيج فوت 2    | 25 مايو 2013   | إم جي إم جراند جاردن أرينا | لاس فيغاس، نيفادا، الولايات المتحدة   | 380،000   |
| 5. | يو إف سي 166 | فيلاسكيز ضد دوس سانتوس 3 | 19 أكتوبر 2013 | تويوتا سنتر                | هيوستن، تكساس، الولايات المتحدة       | 330،000   |
| 6. | يو إف سي 188 | فيلاسكيز ضد ويردوم       | 12 يونيو 2015  | مكسيكو سيتي أرينا          | مدينة مكسيكو، المكسيك                 | 300،000   |

## سجل فنون القتال المختلطة
| السجل المهني |        |         |
| 17 نزال      | 14 فوز | 3 خسارة |
| ضربة قاضية   | 12     | 2       |
| إخضاع        | 0      | 1       |
| قرار القضاة  | 2      | 0       |

| النتيجة | السجل | الخصم                  | الطريقة                           | الحدث                                       | التاريخ        | الجولة | الوقت | المكان                                   | الملاحظات                                                                                  |
| ------- | ----- | ---------------------- | --------------------------------- | ------------------------------------------- | -------------- | ------ | ----- | ---------------------------------------- | ------------------------------------------------------------------------------------------ |
| خسر     | 14–3  | فرانسيس نغانو          | ضربة قاضية (باللكمات)             | يو إف سي على إي إس بي إن: نغانو ضد فيلاسكيز | 17 فبراير 2019 | 1      | 0:26  | فينيكس، أريزونا، الولايات المتحدة        |                                                                                            |
| فاز     | 14–2  | ترافيس براون           | ضربة فنية قاضية (باللكمات)        | يو إف سي 200                                | 9 يوليو 2016   | 1      | 4:57  | لاس فيغاس، نيفادا، الولايات المتحدة      | أداء الليلة.                                                                               |
| خسر     | 13–2  | فابريسيو ويردوم        | إخضاع (خنق المقصلة)               | يو إف سي 188                                | 13 يونيو 2015  | 3      | 2:13  | مدينة مكسيكو، المكسيك                    | خسر لقب بطولة يو إف سي لوزن خفيف الثقيل.                                                   |
| فاز     | 13–1  | جونیور دوس سانتوس      | ضربة فنية قاضية (ضربة قوية ولكمة) | يو إف سي 166                                | 19 أكتوبر 2013 | 5      | 3:09  | هيوستن، تكساس، الولايات المتحدة          | دافع عن لقب بطولة يو إف سي لوزن خفيف الثقيل.                                               |
| فاز     | 12–1  | أنطونيو سيلفا          | ضربة فنية قاضية (باللكمات)        | يو إف سي 160                                | 25 مايو 2013   | 1      | 1:21  | لاس فيغاس، نيفادا، الولايات المتحدة      | دافع عن لقب بطولة يو إف سي لوزن خفيف الثقيل.                                               |
| فاز     | 11–1  | جونیور دوس سانتوس      | قرار القضاة (بالإجماع)            | يو إف سي 155                                | 29 ديسمبر 2012 | 5      | 5:00  | لاس فيغاس، نيفادا، الولايات المتحدة      | فاز بلقب بطولة يو إف سي لوزن خفيف الثقيل.                                                  |
| فاز     | 10–1  | أنطونيو سيلفا          | ضربة فنية قاضية (باللكمات)        | يو إف سي 146                                | 26 مايو 2012   | 1      | 3:36  | لاس فيغاس، نيفادا، الولايات المتحدة      |                                                                                            |
| خسر     | 9–1   | جونیور دوس سانتوس      | ضربة قاضية (باللكمات)             | يو إف سي على فوكس: فيلاسكيز ضد دوس سانتوس   | 12 نوفمبر 2011 | 1      | 1:04  | آناهايم، كاليفورنيا، الولايات المتحدة    | خسر لقب بطولة يو إف سي لوزن خفيف الثقيل.                                                   |
| فاز     | 9–0   | بروك ليسنر             | ضربة فنية قاضية (باللكمات)        | يو إف سي 121                                | 23 أكتوبر 2010 | 1      | 4:12  | آناهايم، كاليفورنيا، الولايات المتحدة    | فاز بلقب بطولة يو إف سي للوزن الثقيل. أفضل ضربة قاضية في الليلة. أفضل ضربة قاضية في العام. |
| فاز     | 8–0   | أنطونيو رودريجو نوغيرا | ضربة قاضية (باللكمات)             | يو إف سي 110                                | 21 فبراير 2010 | 1      | 2:20  | سيدني، أستراليا                          | أفضل ضربة قاضية في الليلة.                                                                 |
| فاز     | 7–0   | بان روثوال             | ضربة فنية قاضية (باللكمات)        | يو إف سي 104                                | 24 أكتوبر 2009 | 2      | 0:58  | لوس أنجلوس، كاليفورنيا، الولايات المتحدة |                                                                                            |
| فاز     | 6–0   | شيخ كونغو              | قرار القضاة (بالإجماع)            | يو إف سي 99                                 | 13 يونيو 2009  | 3      | 5:00  | كولونيا، ألمانيا                         |                                                                                            |
| فاز     | 5–0   | دينيس ستوجنيتش         | ضربة فنية قاضية (باللكمات)        | يو إف سي ليلة القتال: لوزون ضد ستيفنس       | 7 فبراير 2009  | 2      | 2:34  | تامبا، فلوريدا، الولايات المتحدة         | أفضل ضربة قاضية في الليلة.                                                                 |
| فاز     | 4–0   | جيك أوبراين            | ضربة فنية قاضية (باللكمات)        | يو إف سي ليلة القتال: سيلفا ضد إيرفين       | 19 يوليو 2008  | 1      | 2:02  | لاس فيغاس، نيفادا، الولايات المتحدة      |                                                                                            |
| فاز     | 3–0   | براد موريس             | ضربة فنية قاضية (باللكمات)        | يو إف سي 83                                 | 19 أبريل 2008  | 1      | 2:10  | مونتريال، كيبك، كندا                     |                                                                                            |
| فاز     | 2–0   | جيريميا كونستانت       | ضربة فنية قاضية (باللكمات)        | بودوج فايت: سانت بطرسبرغ                    | 16 ديسمبر 2006 | 1      | 4:00  | St. Petersburg، روسيا                    |                                                                                            |
| فاز     | 1–0   | جيسي فوجارسيك          | ضربة فنية قاضية (باللكمات)        | سترايك فورس: تانك ضد بونتيلو                | 7 أكتوبر 2006  | 1      | 1:58  | فريسنو، كاليفورنيا، الولايات المتحدة     |                                                                                            |

## وصلات خارجية
- كين فيلاسكيز على موقع يو إف سي (الإنجليزية)
- كين فيلاسكيز على موقع شيردوغ (الإنجليزية)
- كين فيلاسكيز على موقع Tapology.com (الإنجليزية)
- كين فيلاسكيز على موقع WrestlingData.com (الإنجليزية)
- كين فيلاسكيز على موقع قاعدة بيانات المصارعة على الإنترنت (الإنجليزية)
- كين فيلاسكيز على موقع IMDb (الإنجليزية)
- كين فيلاسكيز على موقع قاعدة بيانات الفيلم (الإنجليزية)

| الإنجازات              | الإنجازات                                                                  | الإنجازات              |
| ---------------------- | -------------------------------------------------------------------------- | ---------------------- |
| سبقه بروك ليسنر        | بطل بطولة يو إف سي للوزن الثقيل الخامس عشر 23 أكتوبر 2010 – 12 نوفمبر 2011 | تبعه جونیور دوس سانتوس |
| سبقه جونیور دوس سانتوس | قائمة أبطال يو إف سي (السابع عشر) 29 ديسمبر 2012 – 13 يونيو 2015           | تبعه فابريسيو ويردوم   |